# Ludy irańskie

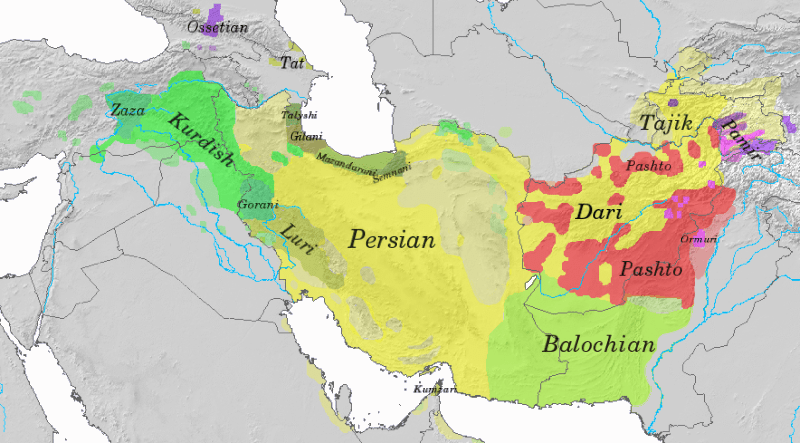
Zasięg języków irańskich

Flaga panirańska

Ludy irańskie, grupa irańska – grupa ludów indoeuropejskich mówiących językami irańskimi, zamieszkująca terytoria rozciągające się od wschodniej Anatolii poprzez Wyżynę Irańską aż po Hindukusz oraz od Azji Środkowej po Zatokę Perską. Region ten nazywany jest czasem „Wielkim Iranem”.
Do współczesnych ludów irańskich należą między innymi:
- Ajmanowie
- Bachtiarzy
- Beludżowie
- Galeszowie
- Gilianie
- Hazarowie
- Kurdowie
- Lurowie
- Mazandaranie
- Nuristańczycy
- Ormurowie
- Osetyjczycy
- Paraczaje
- Pasztuni
- Persowie
- Tadżycy
- Tadżycy pamirscy
- Tałyszowie
- Tatowie
- Zaza

W sumie szacuje się, że ludy irańskie liczą dzisiaj około 150–200 mln ludzi.
Wśród historycznych ludów irańskich można wymienić takie nacje jak: 
- Sarmaci
- Medowie
- Scytowie
- Kuszanowie
- Sakowie
- Partowie
- Sogdyjczycy (Język sogdyjski)
- Chorezmijczycy (Język chorezmijski)